# Tesoro de Rogozen

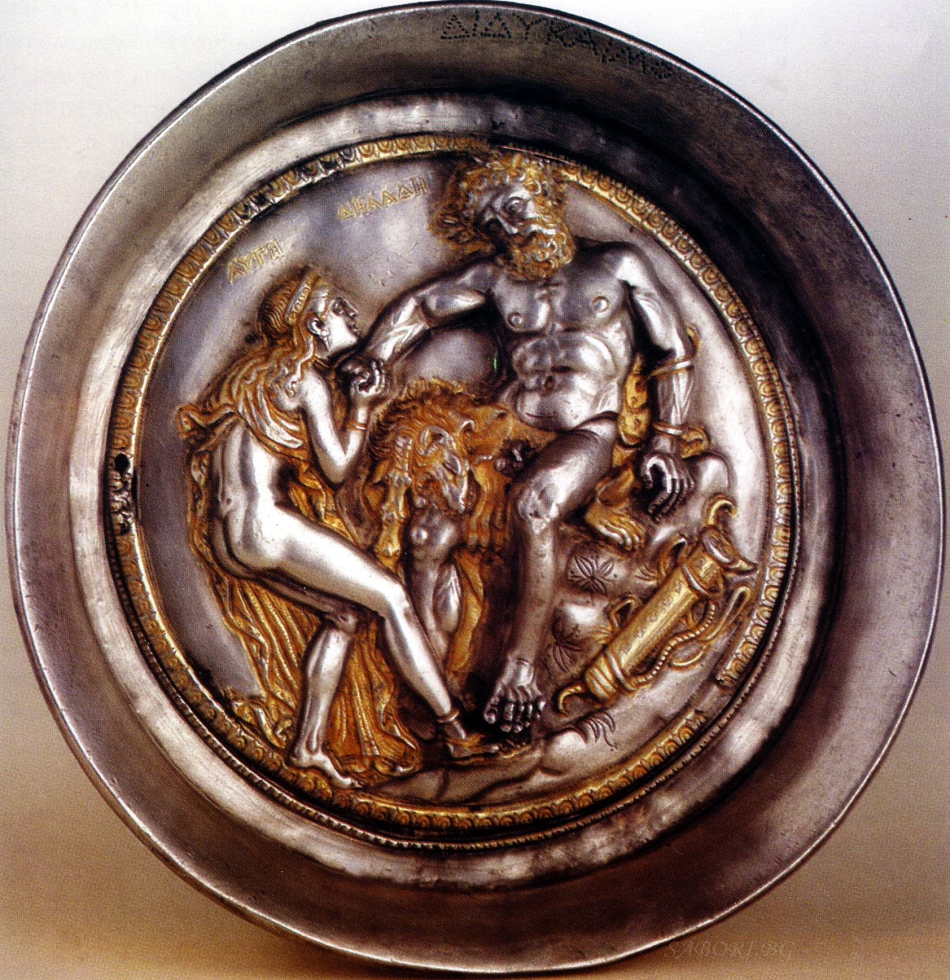
Un recipiente del Tesoro de Rogozen.

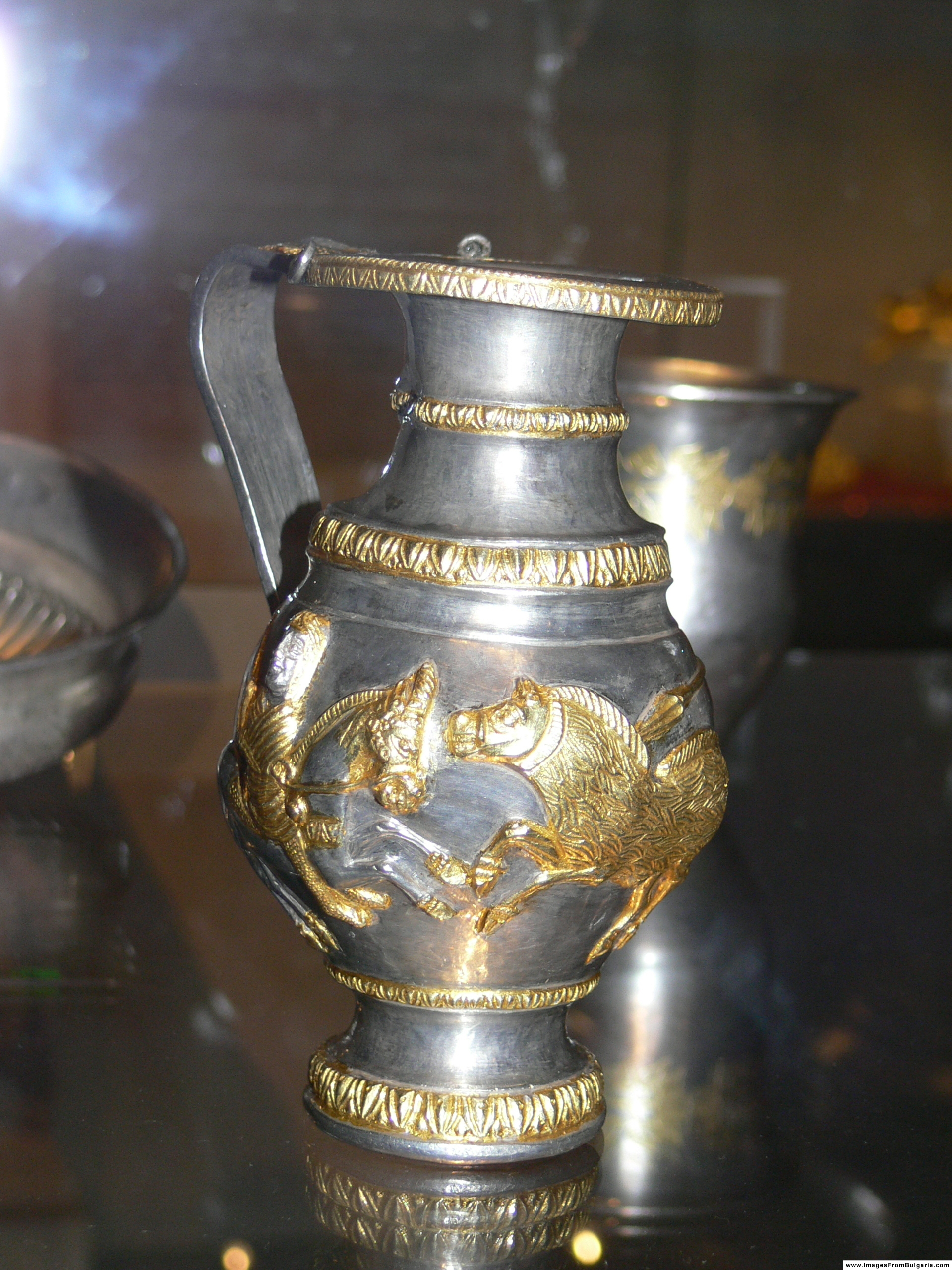
Un recipiente del Tesoro de Rogozen.

El tesoro de Rogozen (en búlgaro: Рогозенско съкровище) fue descubierto por casualidad en 1985 por un tractorista que estaba cavando un hoyo en su jardín en el pueblo búlgaro de Rogozen. Consiste en 165 recipientes, incluyendo 108 fiales, 54 cántaros y tres copas. Los objetos son de plata, algunos sobredorados; pesan en total más de 20 kilos. El tesoro es una fuente valiosísima de información acerca de la vida diaria de los tracios, debido a la variedad de temas que se representan en los objetos ricamente decorados. 
El tesoro se data en los siglos V-IV a. C. Se guarda en el Vratsa Regional Historical Museum, Museo Nacional de Historia, de Sofía.
La isla Rogozen (Islas Shetland del Sur) recibió su nombre por el yacimiento arqueológico de Rogozen.